# Timorsångare
Timorsångare (Phylloscopus presbytes) är en fågel i familjen lövsångare inom ordningen tättingar.

## Utseende och läte
Timorsångaren är en liten grön och gul sångare. Ovansidan är olivgrön med ett brett gult ögonbrynsstreck och ibland också ett svagt centralt hjässband. Strupen är vit, kontrasterande mot gul undersida. Ibland kan den också uppvisa ett otydligt enkelt vingband. Näbben är övervägande svart med en ljus fläck längst in på undre näbbhalvan. Sången är kort och ljus, återgiven som "swit-swee-swit-swee".

## Utbredning och systematik
Timorsångare delas in i två distinkta underarter med följande utbredning:
- Phylloscopus presbytes presbytes – förekommer på Timor (östra Små Sundaöarna)
- Phylloscopus presbytes floresianus – förekommer på Flores (västra Små Sundaöarna)

### Släktestillhörighet
DNA-studier visar att släktet Phylloscopus är parafyletiskt gentemot Seicercus. Dels är ett stort antal Phylloscopus-arter närmare släkt med Seicercus-arterna än med andra Phylloscopus (bland annat timorsångare), dels är inte heller arterna i Seicercus varandras närmaste släktingar. Olika taxonomiska auktoriteter har löst detta på olika sätt. De flesta expanderar numera Phylloscopus till att omfatta hela familjen lövsångare, vilket är den hållning som följs här. Andra flyttar bland andra timorsångaren till ett expanderat Seicercus.

### Familjetillhörighet
Lövsångarna behandlades tidigare som en del av den stora familjen sångare (Sylviidae). Genetiska studier har dock visat att sångarna inte är varandras närmaste släktingar. Istället är de en del av en klad som även omfattar timalior, lärkor, bulbyler, stjärtmesar och svalor. Idag delas därför Sylviidae upp i ett antal familjer, däribland Phylloscopidae. Lövsångarnas närmaste släktingar är familjerna cettior (Cettiidae), stjärtmesar (Aegithalidae) samt den nyligen urskilda afrikanska familjen hylior (Hyliidae).

## Levnadssätt
Timorsångaren hittas i bergsskogar och skogsbryn på Flores, på Timor även i låglänta områden buskmarker. Den ses enstaka, i par eller grupper, mestadels i trädkronorna.

## Status
Arten har ett stort utbredningsområde och beståndet anses vara stabilt. Internationella naturvårdsunionen IUCN listar den därför som livskraftig (LC).